# Haegue Yang
Haegue Yang (Hangul: 양혜규) (ur. 12 grudnia 1971) – południowokoreańska artystka.
Mieszka i pracuje w Berlinie i Seulu. Yang często używa w swoich pracach podstawowych przedmiotów gospodarstwa domowego i próbuje uwolnić je od ich funkcjonalnego kontekstu i zastosować do nich inne znaczenia. Wiele z jej dzieł ma na celu dostarczanie zmysłowych doznań poprzez osadzenie ich w abstrakcyjnych narracjach.

## Życiorys

### Wczesne lata
Urodziła się w Seulu w Korei Południowej w 1971 roku. Jej ojciec, Hansoo Yang, jest dziennikarzem, a jej matka, Misoon Kim, jest pisarką. Yang otrzymała tytuł licencjata sztuk pięknych (ang. Bachelor of Fine Arts Degree, B.F.A.) w 1994 roku na Narodowym Uniwersytecie Seulskim. W 1999 roku otrzymała tytuł magistra w Städelschule we Frankfurcie nad Menem w Niemczech. Yang mieszka w Berlinie i Seulu, a jej główne studio znajduje się w dzielnicy Kreuzberg w Berlinie.

### Kariera

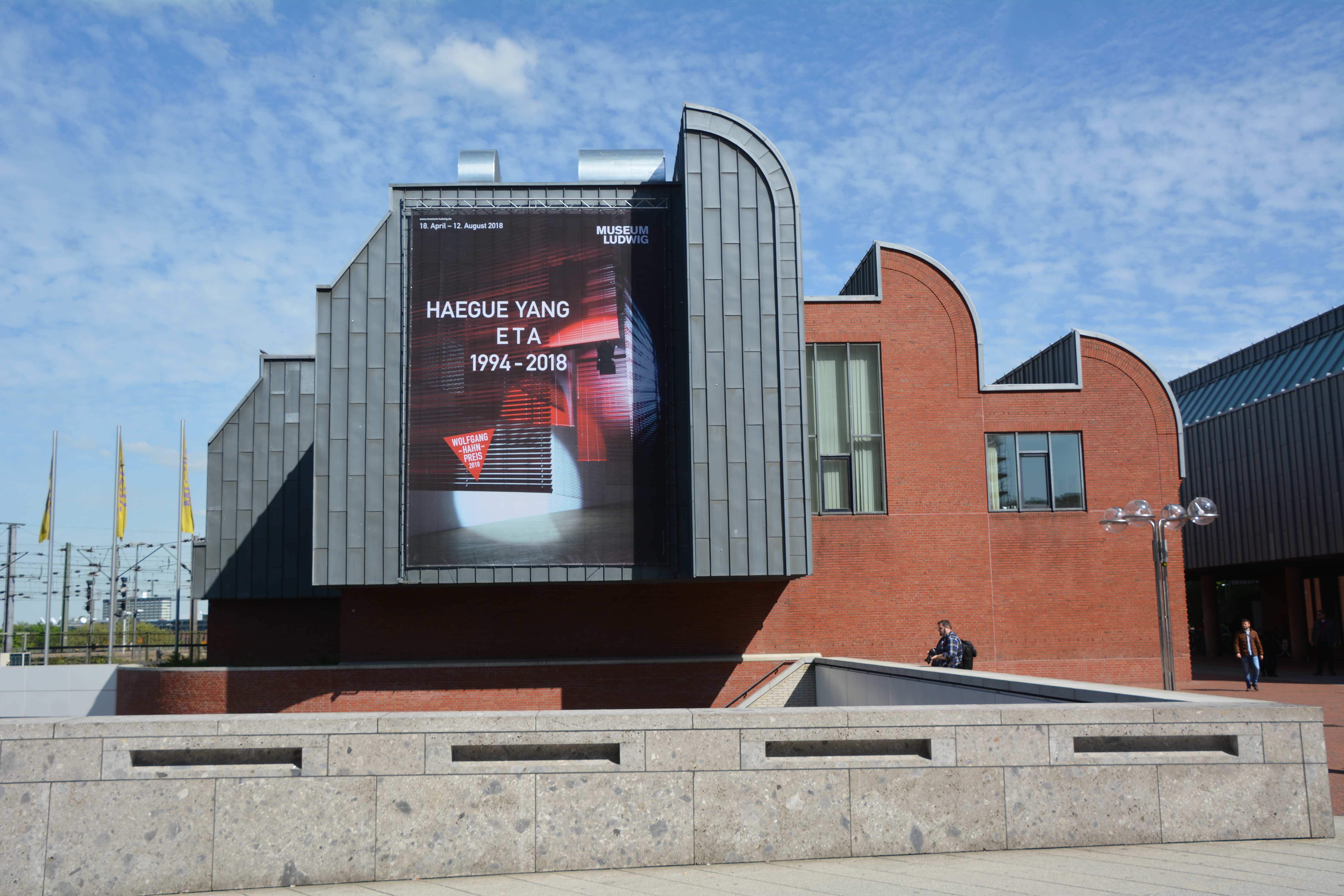
Baner zapowiadający wystawę Haegue Yang w Museum Ludwig w Kolonii, w Niemczech

Po otrzymaniu tytułu licencjata Yang przeprowadziła się do Berlina i, pod koniec lat 90. XX w., rozpoczęła karierę artystyczną. Znana jest z kreatywnego wykorzystywania żaluzji w swoich pracach. Używa przyziemnych przedmiotów i materiałów do tworzenia „złożonych i zniuansowanych instalacji, które są oparte na poezji, polityce i ludzkich emocjach”. Wśród jej licznych projektów znajdują się takie, przy których pracowała też z wieszakami do rozwieszania prania, dekoracyjnymi lampami, grzejnikami na podczerwień, emiterami zapachowymi i przemysłowymi wentylatorami.
Prace Yang wystawiane są dziś w różnych krajach, w tym w Stanach Zjednoczonych, Niemczech, Francji, Włoszech, Anglii, Hiszpanii, Chinach i Japonii. Artystka większość czasu poświęca na tworzenie nowych dzieł sztuki i pracę nad wystawami. Napisała i współpracowała przy wielu opublikowanych pracach, które korespondują z wystawami, na których prezentowała swoje prace. Brała udział w Biennale Sztuki w São Paulo w 2006 roku, 55. Carnegie International w Pittsburghu w 2008 roku oraz, w tym samym roku, w Triennale w Turynie. Reprezentowała Koreę Południową na 53. Biennale Sztuki w Wenecji w 2009 roku oraz uczestniczyła w documenta 13 w Kassel w Niemczech w roku 2012. Pierwsza wystawa artystki w Stanach Zjednoczonych, zatytułowana „Brave New Worlds”, odbyła się w Walker Art Center w Minneapolis, w Minnesocie w 2007 roku. W 2015 roku Haegue Yang wzięła udział w Biennale de Lyon, Sharjah Biennial i 8. Asia Pacific Triennial of Contemporary Art. Artystka miała także wystawy instytucjonalne w Azji – w Ullens Center for Contemporary Art w Pekinie oraz w Leuum, Samsung Museum of Art w Seulu.

## Kolekcje

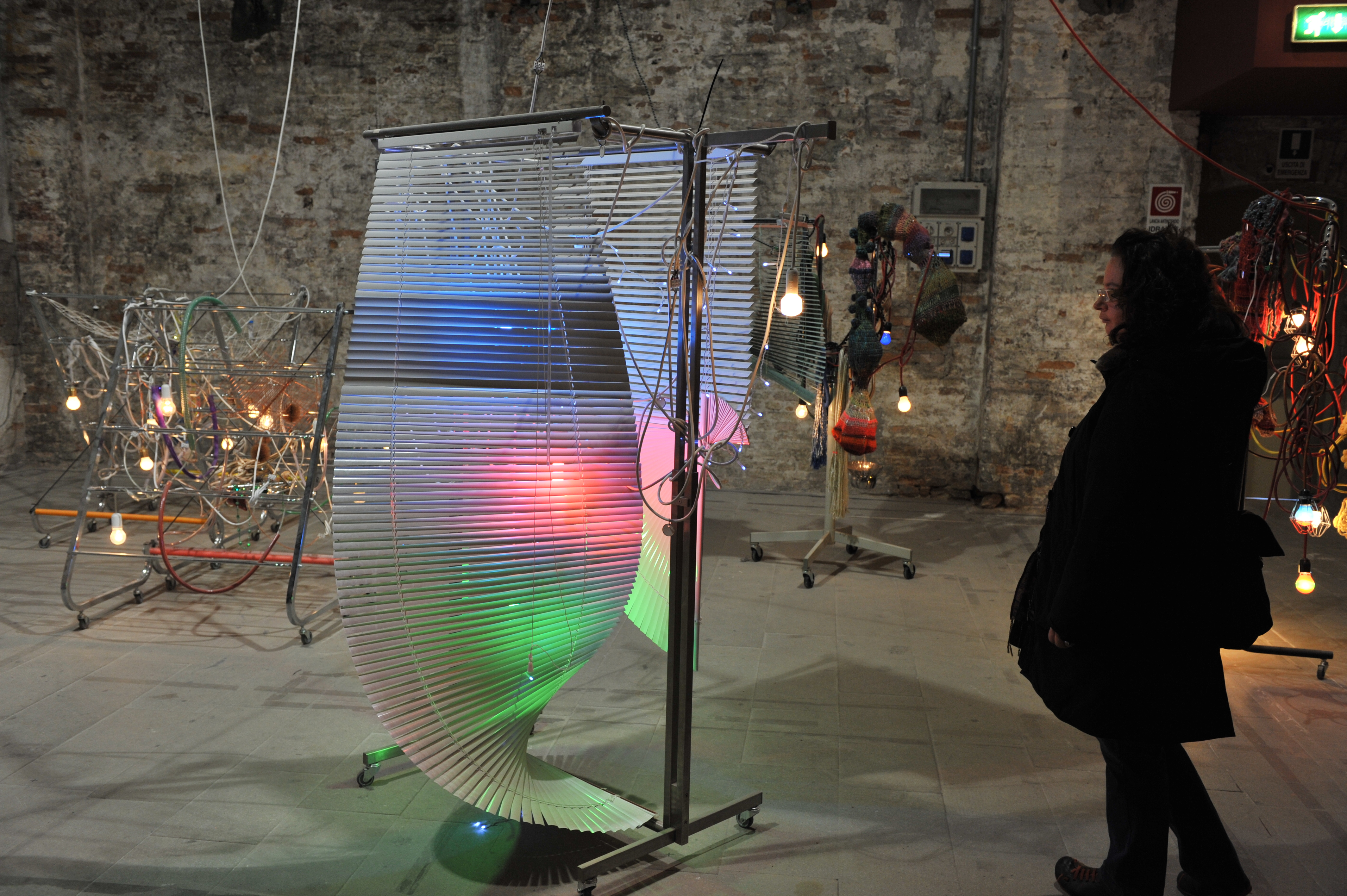
Hague Yang, Vulnerable Arrangements

Publiczne kolekcje prac Haegue Yang znajdują się w muzeach, galeriach i archiwach w:
- Bristol Museum & Art Gallery, Brystol
- Carnegie Museum of Art, Pittsburgh
- Explum, Murcia
- Galerie für Zeitgenössische Kunst, Lipsk
- Kunsthalle w Hamburgu
- Leeum, Samsung Museum of Art, Seul
- Los Angeles County Museum of Art, Los Angeles
- Muzeum Guggenheima w Nowym Jorku
- Muzeum Sztuki w Łodzi
- Narodowe Muzeum Sztuki Współczesnej w Korei
- Sammlung Haubrok, Berlin
- The Museum of Fine Arts, Houston
- Walker Art Center, Minneapolis
- Westfälisches Landesmuseum, Münster
- Zabludowicz Collection w Londynie

## Nagrody
- 2005 – Cremer Prize, Stiftung Sammlung Cremer, Münster, Niemcy
- 2007 – Bâloise Prize, Kunsthalle, Hamburg, Niemcy
- 2018 – Wolfgang-Hahn-Preis, Gesellschaft für Moderne Kunst, Kolonia, Niemcy